# 矢邉新太郎
矢邉 新太郎（やべ しんたろう、1975年2月3日 - ）は日本のサクソフォン奏者、音楽監督。血液型はAB型。

## 概要
静岡県富士宮市出身。東海大学第一高校(現:静岡翔洋高等学校)在学中は吹奏楽部に在籍を経て卒業。国立音楽大学 器楽学科主席卒業、静岡大学大学院修了。常葉大学短期大学部非常勤講師。市民吹奏楽団「CANTARO WIND ENSEMBLE」音楽監督。
サクソフォーンを石渡悠史、下地啓二、服部吉之、北山敦康、須川展也、田中靖人、Ｆ・モレッティの各氏に、マスタークラス等で雲井雅人、Ｊ＝Ｍ・ロンデックス、ユージン・ルソー、ジャン＝イヴ・フルモー、Ｊ・ルデューの各氏に師事。
趣味・特技はカメラ・写真撮影(フォトコンテスト入賞歴あり)と猫。
1995年全日本ソリストコンテストに入選。
1998年国立音楽大学卒業演奏会、ヤマハ管楽器新人演奏会、サントリーホール "RAINBOW21"デビューコンサートに出演。サクソフォン四重奏団ソレイユカルテットを結成。
2000年静岡大学大学院修了、福利厚生後援会長賞受賞。ドイツ・ドルトムントにて行われた第１回ギュスターヴ・ブンケ国際サクソフォンコンクールにて特別賞受賞。
ソロリサイタルをはじめ、室内楽、オーケストラや吹奏楽団、ライブハウスでのジャズ、ロックバンドとの共演など、ジャンルにとらわれない演奏活動を行っている。世界的にも数少なく、日本国内では数人しかいないソプリロ奏者としても活躍している。
エフエムしみず静岡の番組、ワープ・ワープ・ワープ、担当パーソナリティー